# 新船海三郎
新船 海三郎（しんふね かいさぶろう、1947年11月18日 - ）は、文芸評論家。

## 人物・来歴
北海道生まれ。大阪市立大学文学部中退。日本民主主義文学会会員。同会の事務局長を務めた。その後、本の泉社の責任者をつとめていたが、同社発行の書籍の奥付の発行者名では「新舩海三郎」と名乗っていた。

## 著書
- 『歴史の道程と文学』新日本出版社 1987
- 『史観と文学のあいだ』本の泉社 1998
- 『人生に志あり藤沢周平』本の泉社 1999
- 『文学にとっての歴史意識』本の泉社 2001
- 『身を知る雨』本の泉社 2002
- 『作家への飛躍』本の泉社 2003
- 『松田解子白寿の行路 生きてたたかって愛して書いて』聞き手 本の泉社 2004
- 『藤沢周平志たかく情あつく』新日本出版社 2007
- 『鞍馬天狗はどこへ行く 小説に読む幕末・維新』新日本出版社 2009
- 『文学の意思、批評の言葉』本の泉社 2011
- 『不同調の音色 安岡章太郎私論』本の泉社 2013
- 『戦争は殺すことから始まった』本の泉社　2016
- 『日日是好読』本の泉社　2022
- 『翻弄されるいのちと文学』あけび書房　2023

## 参考
- 『文藝年鑑』2008